# لاش لایف
«لاش لایف» تک‌آهنگی از هنرمند اهل سوئد سارا لارشن است که در ۵ ژوئن ۲۰۱۵ منتشر شد.
این تک‌آهنگ در چارت‌های سوئد در رتبه اول و در چارت‌های ، فلاندرز، اسکاتلند، ایرلند، نروژ، آلمان، اسپانیا، دانمارک، لهستان، فنلاند، استرالیا، سوئیس، نیوزلند، اتریش، بریتانیا، جزو ده ترانه اول قرار گرفت.